# ジュディ・シカゴ
ジュディ・シカゴ（英語: Judy Chicago、1939年7月20日 - ）は、アメリカのフェミニスト美術家、教育者、作家。歴史や文化における女性の役割や位置付けを問いかける大規模なコラボレーションによる作品で知られる。1970年代初期のアメリカにおけるフェミニスト美術運動の中心的人物である。「フェミニスト・アート」という言葉を作り出したと言われる。女性の視点からの創作活動を推奨,援助するためにアメリカで初めてのフェミニスト美術教育プログラムを確立した。代表作のザ・ディナー・パーティーと呼ばれるインスタレーション作品はブルックリン美術館のElizabeth A. Sackler Center for Feminist Artにて常設展示されている。 

## 来歴
本名はジュディス・シルヴィア・コーヘン。労働運動家、マルクス主義者の父アーサーの影響を受け、女性や労働者の権利へのリベラルな考え方を学んだ。母親メイは元ダンサーで医療事務に携わっていた。母の芸術への情熱は美術家となったシカゴと、陶芸家となった弟のベンに受け継がれた。ジュディは三歳より絵を描き始め、アートインスティチュートシカゴでのクラスに参加。早くから美術家となることを決心した。しかし、アートインスティチュートシカゴへの入学試験に失敗し、代わりにカリフォルニア大学ロサンゼルス校へ入学した。1961年、大学在学中に知り合ったジェリー・ゲロヴィッツと結婚。翌年、美術学士号を取得し、1964年同校にて美術修士号を終了したが、間も無く夫は交通事故で亡くなった。1965年ロサンゼルスのRolf Nelson Galleryで初の個展を開く。1970年よりカリフォルニア州立大学フレズノ校で教鞭を執る。女子学生が女性からの視点で創作活動をすることを教え始める。翌年にはフェミニスト・アート・プログラムを確立し、これはアメリカでこの種類の最初のプログラムとなる。のちにジュディ・シカゴはフェミニスト作家ミリアム・シャピロと共にCalifornia Institute of the Artsにも同様のプログラムを設立した。

## 改名とその背景
ジュディは結婚時に本名のコーエンから夫のゲロヴィッツ姓へと改名したが、夫の死後、男性を媒介としない独自の姓名に改名したいと思うようになる。1965年二度目の結婚をしたものの（1979年に離婚）その思いを抱き続けた。Rolf Nelson Galleryのオーナーであるロルフ・ネルソンが彼女をジュディ・シカゴというあだ名で呼んでいた。それは彼女がシカゴ訛りの英語を話すことに由来していたが、それに発想を得、「シカゴ」という姓に正式に改名することを思い立つ。法的に新しい名前を名乗ることは彼女にとって結婚、家族、民族的背景と氏名の関連を断つことを意味した。カリフォルニア州立大学フラトン校での個展の宣伝と共に自身の改名の宣言を1970年アートフォーラム雑誌に広告として掲載した。広告宣伝用の写真で彼女はボクサーの格好をして新しい姓のロゴマークを付けたトレーナーを着た。

## 代表作品

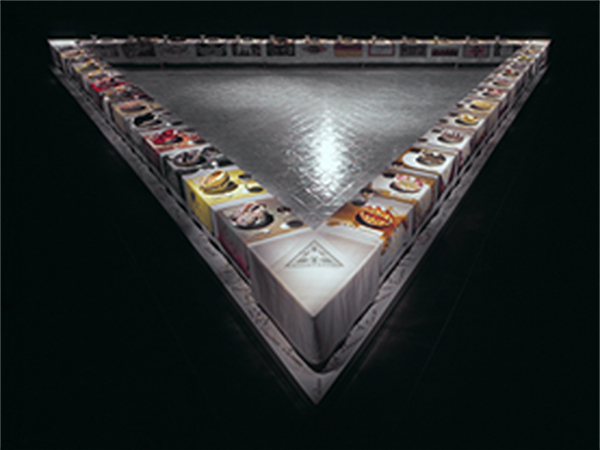
ジュディ・シカゴ「ディナー・パーティー」

### ザ・ディナー・パーティー（1974-79）
女性の歴史を視覚化したインスタレーション作品。5年の年月と250,000ドルの費用をかけて制作された。現在はブルックリン美術館に常設展示されている。正三角形に置かれた長テーブル（各辺の長さは48フィート）には39人用のディナーセットの食器とナイフ、フォーク、スプーンが並べられている。それらのセットは歴史や神話で知られる女性たち、例えば芸術家、女神や活動家に捧げられている。皿の中心には女性器が描かれているか女性器のオブジェが置かれている。各皿の下に置かれたテーブルクロスには様々な模様と名前が刺繍されている。テーブルの下の床は三角形の艶のある金彩を施した陶器のタイルが敷き詰められており999人の女性の名前が記されている。食器やテーブルクロスは多くの女性ボランティアの手によるもので、刺繍や焼き物作りが長い間女性の手業として発展してきたことに由来し、歴史における女性の果たした役割を再確認しようとする意図がある。1979年にサンフランシスコ近代美術館で初めて展示された時は衝撃的な作品として物議をかもした。

## その他の作品
- The Birth Project (1980-1985)
- Powerplay (1982-87)
- The Holocaust Project: From Darkness into Light (1985-93)
- Resolutions: A Stitch in Time (1994-2000)

## 著書
- The Dinner Party: A Symbol of our Heritage. Garden City, NY: Anchor Press/Doubleday (1979). ISBN 0-385-14567-5.
- with Susan Hill. Embroidering Our Heritage: The Dinner Party Needlework. Garden City, NY: Anchor Press/Doubleday (1980). ISBN 0-385-14569-1.
- The Birth Project. New York: Doubleday (1985). ISBN 0-385-18710-6.
- Beyond the Flower: The Autobiography of a Feminist Artist. New York: Penguin (1997). ISBN 0-14-023297-4.
- Kitty City: A Feline Book of Hours. New York: Harper Design (2005). ISBN 0-06-059581-7.
- Through the Flower: My Struggle as a Woman Artist. Lincoln: Authors Choice Press (2006). ISBN 0-595-38046-8.
- with Frances Borzello. Frida Kahlo: Face to Face. New York: Prestel USA (2010). ISBN 3-7913-4360-2.
- Institutional Time: A Critique of Studio Art Education. New York: The Monacelli Press (2014). ISBN 9781580933667.

## 引用文献
- Bloch, Avital (editor) and Lauri Umansky (editor). Impossible to Hold: Women and Culture in the 1960s. New York: NYU Press (2005). ISBN 0-8147-9910-8.
- Felder, Deborah G. and Diana Rosen. Fifty Jewish Women Who Changed the World. Yucca Valley: Citadel (2005). ISBN 0-8065-2656-4.
- Lewis, Richard L. and Susan Ingalls Lewis. The Power of Art. Florence: Wadsworth (2008). ISBN 0-534-64103-2.
- Wylder, Thompson Viki D. and Lucy R. Lippard. Judy Chicago: Trials and Tributes. Tallahassee: Florida State University Museum of Fine Arts (1999). ISBN 1-889282-05-7.